# ARV Picúa (S-22)
El ARV Picúa (S-22), originalmente botado como USS Grenadier (SS-525), fue un submarino de la clase Balao (Guppy II) que sirvió en la Armada de los Estados Unidos entre 1951 y 1973 y en la Armada de Venezuela entre 1973 y 1990.

## Construcción y características
El submarino fue construido por el Boston Navy Yard de Massachusetts. Fue puesto en gradas el 8 de febrero de 1944 y botado el 15 de diciembre del mismo año. En 1946 la construcción fue suspendida y después fue reiniciada implementando la modificación Guppy II.
El buque desplazaba 1870 toneladas en superficie y 2420 t sumergido.

## Historia de servicio
El USS Grenadier (SS-525) fue asignado a la Armada de los Estados Unidos el 10 de febrero de 1951. El buque navegó principalmente en el Atlántico Norte y el mar Mediterráneo. En 1962, participó del bloqueo contra Cuba durante la crisis de los misiles.
Fue transferido a la Armada de Venezuela el 15 de mayo de 1973, que bautizó al buque como ARV Picúa (S-13) (después cambió por S-22). En 1980 fue objeto de una restauración en Argentina. Finalmente, Venezuela retiró al Picúa del servicio el 30 de noviembre de 1990.